# Hughes de Saint-Cher
Hughes de Saint-Cher, in italiano anche Ugo di Santo Caro, o Ugo/Ugone di Provenza (Saint-Cher, 1190? ... – Orvieto, 19 marzo 1263), è stato un cardinale francese, appartenente all'ordine domenicano. È stato un noto commentatore biblico.

## Biografia
Ugo era nato a Saint-Cher, un sobborgo di Vienne, nel Delfinato, intorno agli inizi del XIII secolo. Studente presso l'Università di Parigi, vi ha studiato filosofia, teologia e giurisprudenza, disciplina quest'ultima che ha poi insegnato nella stessa università.
Nel 1225 entrò nel convento domenicano di Parigi e prese l'abito religioso dell'Ordine, di recente fondazione. Poco dopo fu nominato Priore Provinciale dell'Ordine per la Francia. Fu fatto priore del convento di Parigi nel 1230. In quegli anni contribuì a gran parte del successo dell'Ordine e si conquistò la fiducia di papa Gregorio IX, che lo mandò come legato pontificio a Costantinopoli nel 1233.
Nel 1244 Ugo fu creato, da papa Innocenzo IV, cardinale presbitero del titolo di Santa Sabina, la chiesa madre dell'Ordine Domenicano. Ha poi giocato un ruolo importante nel Concilio di Lione, che si tenne l'anno seguente. Ha contribuito all'istituzione della festa del Corpus Domini nel calendario generale romano. Nel 1247, su istruzioni di papa Innocenzo IV, Ugo rivisitò la Regola carmelitana, che sant'Alberto,  patriarca latino di Gerusalemme, aveva dato ai primi frati carmelitani sul Monte Carmelo. Il Papa, infatti, riteneva necessario mitigarne alcuni degli aspetti più impegnativi per renderla più compatibile con la vita in Europa. Queste modifiche furono approvate dallo stesso papa, in una revisione che rimase la regola per l'Ordine Carmelitano.
Dopo la morte dell'imperatore Federico II, papa Innocenzo inviò Ugo in Germania come suo legato per l'elezione di un successore.
Sotto l'autorità del papa Alessandro IV, nel 1255 Ugo ha supervisionato le condanne del Introductorius in Evangelium aeternum di Gerardo da Borgo San Donnino, che promuoveva gli insegnamenti dell'abate Gioacchino da Fiore. Questi insegnamenti preoccupavano i vescovi, perché si erano diffusi tra l'ala "spirituale" dei frati francescani, a cui Gerardo apparteneva. Ha inoltre curato la condanna del De periculis novissimorum temporum di Guglielmo di Saint-Amour: quest'opera era espressione dell'attacco agli ordini mendicanti, che stavano ottenendo così tanto successo nella vita delle università, dove in precedenza aveva avuto l'autorità incontrastata il clero secolare. Ha servito come Penitenziere Maggiore della Chiesa Cattolica dal 1256 al 1262. Fu nominato cardinale vescovo di Ostia nel dicembre 1261, ma si dimise pochi mesi dopo e tornò al suo titolo di Santa Sabina.
Era in residenza a Orvieto con papa Urbano IV, che aveva costituito una residenza a lungo termine lì, quando morì il 19 marzo 1263. Le sue esequie furono celebrate da Urbano
IV in S. Domenico.
Sebbene non sia mai stato dichiarato beato, alcuni dipinti lo raffigurano come amico fraterno di Urbano IV, di san Tommaso d'Aquino e di san Bonaventura. Questi ultimi insegnavano a Parigi. Nel 1257 Ugo di St. Cher aveva esteso la festa del Corpus Domini di Liegi in Germania, Polonia e Boemia.

## Opere

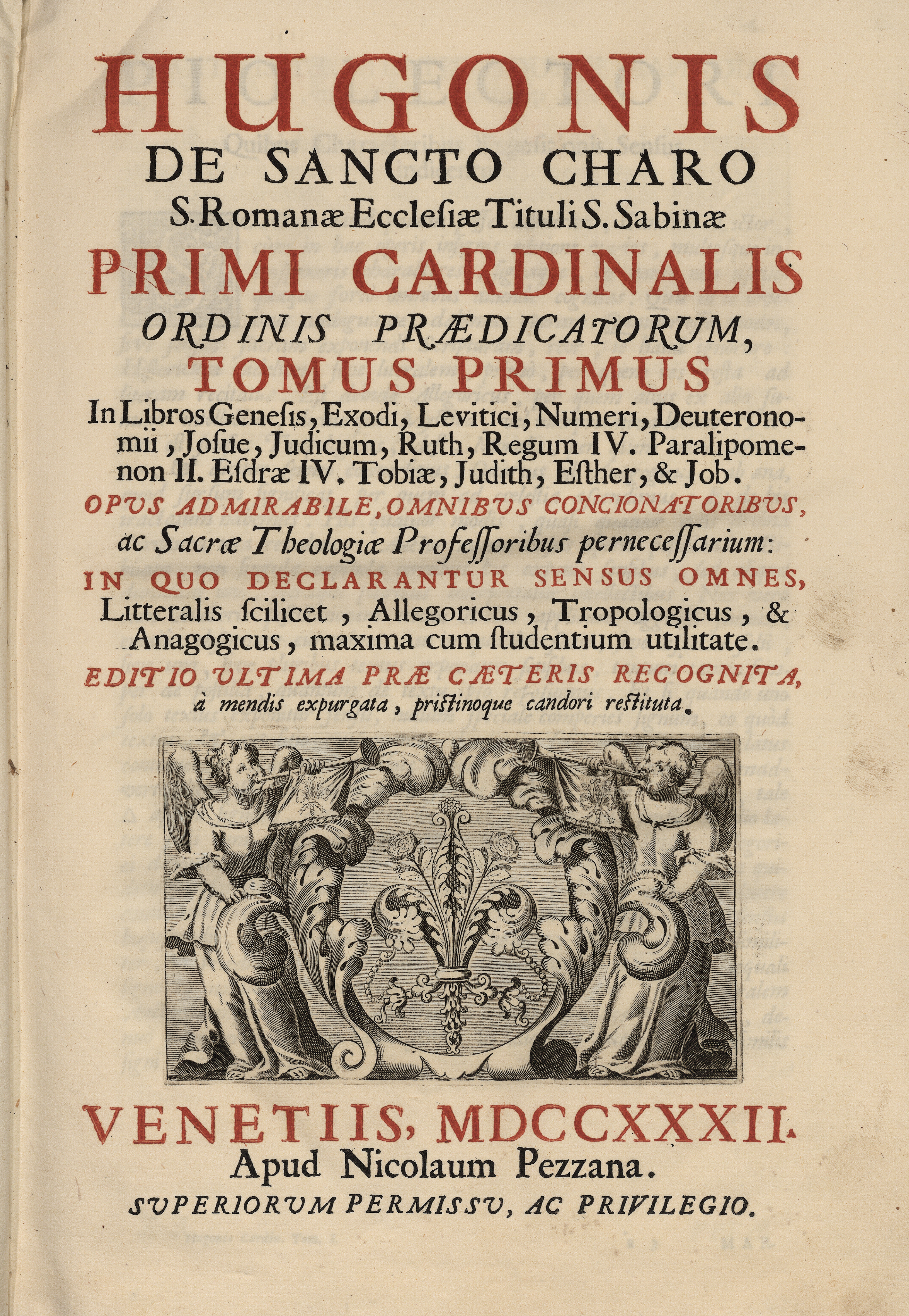
In universum Vetus et Novum Testamentum, 1732

Ugo di Saint-Cher (o, eventualmente, un gruppo di studiosi sotto la sua direzione) è stato il primo a compilare un cosiddetto "Correctorium", una raccolta di variante letture della Bibbia. Il suo lavoro, intitolato Correctio Biblie, sopravvive in più di una dozzina di manoscritti. 
Nella prefazione al Correctio Biblie, Ugo scrive di aver raccolto varie versioni latine, commentari biblici e così come i manoscritti ebraici. Per il suo approccio al testo della Bibbia è stato criticato da William de la Mare, autore di un altro Correctorium.
Con l'aiuto di molti del suo Ordine, ha curato la prima concordanza della Bibbia (Concordantiae Sacrorum Bibliorum o Concordantiae S. Jacobi), ma è falsa l'affermazione secondo la quale dobbiamo a lui l'attuale divisione dei capitoli della Vulgata.
Oltre un commento al Libro delle Sentenze di Pietro Lombardo, ha scritto il Postillae in sacram scripturam iuxta quadruplicem sensum, litteralem, allegoricum, anagogicum et moralem, pubblicato di frequente nei secoli XV e XVI. I suoi Sermones de tempore et sanctis sono apparentemente solo estratti. Le sue opere esegetiche sono state pubblicate a Venezia nel 1754 in otto volumi.